# NGC 1393
NGC 1393 је спирална галаксија у сазвежђу Еридан која се налази на NGC листи објеката дубоког неба.
Деклинација објекта је - 18° 25' 43" а ректасцензија 3h 38m 38,4s. Привидна величина (магнитуда) објекта NGC 1393 износи 12,0 а фотографска магнитуда 13,0. NGC 1393 је још познат и под ознакама ESO 548-58, MCG -3-10-19, PGC 13425.